# Paul Auradou
Pour les articles homonymes, voir Auradou (homonymie).
Pas d'image ? Cliquez ici

a Compétitions nationales et continentales officielles uniquement.

Dernière mise à jour le 10 juin 2023.
Paul Auradou, né le 13 septembre 2001, est un joueur français de rugby à XV évoluant au poste de demi d'ouverture ou d'arrière.
Il est le fils de l'international français David Auradou et le frère aîné de Hugo Auradou.

## Biographie

### Jeunesse et formation
Paul Auradou est le fils aîné de David Auradou, ancien deuxième ligne du Stade Français ayant porté à quarante-et-une reprises le maillot du XV de France. Ainsi, il suit les traces de son père dans le rugby et rejoint en 2016 le Stade montois en équipe de jeunes où évolue également son frère cadet Hugo. Il passe quatre années sous le maillot jaune et noir avant d'être recruté en même temps que son frère par la Section paloise. Il intègre ainsi le centre de formation du club béarnais.

### Carrière professionnelle
Après avoir fait ses armes chez les espoirs de la Section paloise, Paul Auradou fait ses débuts professionnels en décembre 2021 lors d'un match de Challenge européen face aux London Irish.
En manque de temps de jeu à Pau, il est prêté en 2022 pour une saison au RC Narbonne évoluant alors en Nationale. Malgré de bonnes performances avec son club de prêt, la Section paloise décide de ne pas le conserver à l'issue de la saison 2022-2023. Cependant, le RC Narbonne le recrute définitivement pour une durée de trois ans. 
En juin 2023, il est dans retenu dans la liste de l'équipe de France de rugby à sept pour disputer la première étape du Championnat d'Europe de rugby à sept au Portugal.
Après une saison 2023-2024 convaincante avec son club, Paul Auradou rejoint le Stade niçois, promu en Pro D2.